# Thaumatopsis coloradella
Thaumatopsis coloradella là một loài bướm đêm trong họ Crambidae.